# お楽しみ映画劇場
『お楽しみ映画劇場』（おたのしみえいがげきじょう）は、1966年10月7日から1967年3月31日、および1968年4月6日から同年6月22日までフジテレビで放送されていた映画番組である。放送回数は第1期が全25回、第2期が全22回。

## 概要
昭和27年（1952年）から昭和35年（1960年）までに上映された東宝映画の中から、好評を博した作品を選んで放送していた番組である。
第1期はフジテレビ系全国ネットで放送。放送作品は社長シリーズや大番シリーズなどが多かったが、中期以降は石原裕次郎主演の日活映画を、さらには東宝特撮映画をも放送するようになった。
第2期はフジテレビのみで放送の関東ローカル番組になった。こちらは二等兵物語シリーズなどの松竹映画を中心に放送していたが、スポーツ中継などでたびたび休止し、半年放送するも放送回数は少なかった。

## 放送時間
いずれも日本標準時。
- 金曜 20:00 - 21:26 （第1期）
- 土曜 17:00 - 18:26 （第2期）

## 放送作品一覧

### 第1期
1. 社長太平記
2. 続・社長太平記
3. へそくり社長
4. 続へそくり社長
5. はりきり社長
6. サラリーマン出世太閤記
7. 続サラリーマン出世太閤記
8. 続々サラリーマン出世太閤記
9. サラリーマン出世太閤記 課長一番槍
10. 三等重役
11. 風速40米
12. 男が命を賭ける時
13. 地球防衛軍
14. 宇宙大戦争
15. 大番
16. 続大番・風雲篇（前編）
17. 続大番・風雲篇（後編）
18. 続々大番・怒濤篇
19. 大番・完結篇
20. 青年の椅子
21. あいつと私
22. 陽のあたる坂道（前編）
23. 陽のあたる坂道（後編）
24. 大怪獣バラン
25. モスラ

参考：朝日新聞 ラジオ・テレビ欄

### 第2期
1. 新二等兵物語 めでたく凱旋の巻
2. 新二等兵物語 敵中横断の巻
3. 上を向いて歩こう
4. 図々しい奴
5. 地球防衛軍
6. 秀才はんと鈍才どん
7. 新二等兵物語 吹けば神風の巻
8. 柳生旅日記 竜虎活殺剣
9. いろはにほへと
10. 柳生旅日記 天地夢想剣
11. 東京・香港蜜月旅行
12. 水溜り
13. 続 坊っちゃん社員
14. 続サザエさん
15. 電送人間
16. 二等兵物語 万事要領の巻
17. 二等兵物語 あゝ戦友の巻
18. 二等兵物語 死んだら神様の巻
19. 台風騒動記
20. ここは静かなり
21. 父子鷹
22. 挽歌

参考：毎日新聞と産経新聞 ラジオ・テレビ欄